# Глен (Донегол)
Глен (англ. Glen; ірл. An Gleann) — село в Ірландії, знаходиться в графстві Донегол (провінція Ольстер).